# (4641) Ayako
(4641) Ayako es un asteroide perteneciente al cinturón de asteroides, descubierto el 30 de agosto de 1990 por Kin Endate y el también astrónomo Kazuro Watanabe desde el Observatorio de Kitami, Hokkaidō, Japón.

## Designación y nombre
Designado provisionalmente como 1990 QT3. Fue nombrado Ayako en homenaje a "Ayako Endate" esposa del astrónomo Kin Endate.

## Características orbitales
Ayako está situado a una distancia media del Sol de 2,188 ua, pudiendo alejarse hasta 2,564 ua y acercarse hasta 1,812 ua. Su excentricidad es 0,171 y la inclinación orbital 1,652 grados. Emplea 1182 días en completar una órbita alrededor del Sol.

## Características físicas
La magnitud absoluta de Ayako es 13,9. Tiene 3,548 km de diámetro y su albedo se estima en 0,424.